# Trabiju
Trabiju is een gemeente in de Braziliaanse deelstaat São Paulo. De gemeente telt 1.519 inwoners (schatting 2009).